# Слепян, Владимир Сергеевич
Владимир Сергеевич Слепян (1892—1956) — российский политический деятель, активный участник Русского студенческого христианского движения (РСХД).

## Биография
Родился в семье петербургского священника о. Сергия (Сергей Николаевич Слепян. Принимал деятельное участие в Русском Студенческом Христианском Движении в качестве секретаря Берлинского отдела на протяжении последних десяти лет до Второй мировой войны. В гитлеровский период его вызывали на допросы, интересовались происхождением, но отпускали. В 1945 году, после занятия Берлина советской армией, был арестован НКВД и отправлен в СССР, где был осужден[уточнить]. Отбыв 10-летний срок заключения, скончался в ссылке в 1956 году.

## Семья
- Слепян, Сергей Николаевич (1858—1912) — отец, основатель и первый священник Покровской церкви на Боровой улице в Санкт-Петербурге.[1]